# 中国单极虫
中国单极虫（学名：Thelohanellus chinensis）为单极科单极虫属的动物。在中国，分布于辽宁等，营寄生生活，寄生在乌鳢的鳃。